# Jöns Bengtsson i Lilla Hyllinge
Jöns Bengtsson (i riksdagen kallad Bengtsson i Lilla Hyllinge), född 25 januari 1820 i Välinge församling, Malmöhus län, död 9 februari 1897 i Västra Broby församling, Kristianstads län, var en svensk lantbrukare och riksdagspolitiker. Bengtsson var verksam som lantbrukare i Kristianstads län. I riksdagen var han ledamot av första kammaren.